# Rivula manuselensis
Rivula manuselensis là một loài bướm đêm trong họ Erebidae.